# Bahnhof Porstendorf
Der Bahnhof Porstendorf ist eine Eisenbahn-Betriebsstelle in Porstendorf im Saale-Holzland-Kreis in Thüringen.

## Lage
Die Betriebsstelle befindet sich am Streckenkilometer 19,618 der Bahnstrecke Großheringen–Saalfeld (Saalbahn). Zudem war sie von 1904 bis 1969 Anschlussbahnhof, da es noch eine Strecke nach Bürgel bzw. Crossen an der Elster gab.
Der Bahnhof befindet sich östlichen Rand des Ortes. Die angrenzenden Straßen sind An der Lache und die Bahnhofstraße (B 88).
In Richtung Süden ist die nächste Station der Haltepunkt Jena-Zwätzen, der etwa drei Kilometer entfernt liegt. In nördlicher Richtung ist dies der Bahnhof Dornburg (Saale) in vier Kilometern Entfernung. Auf der ehemaligen Nebenbahn war der Haltepunkt Beutnitz die nächstgelegene Station. Die Distanz von dort nach Porstendorf betrug ungefähr drei Kilometer.

## Geschichte

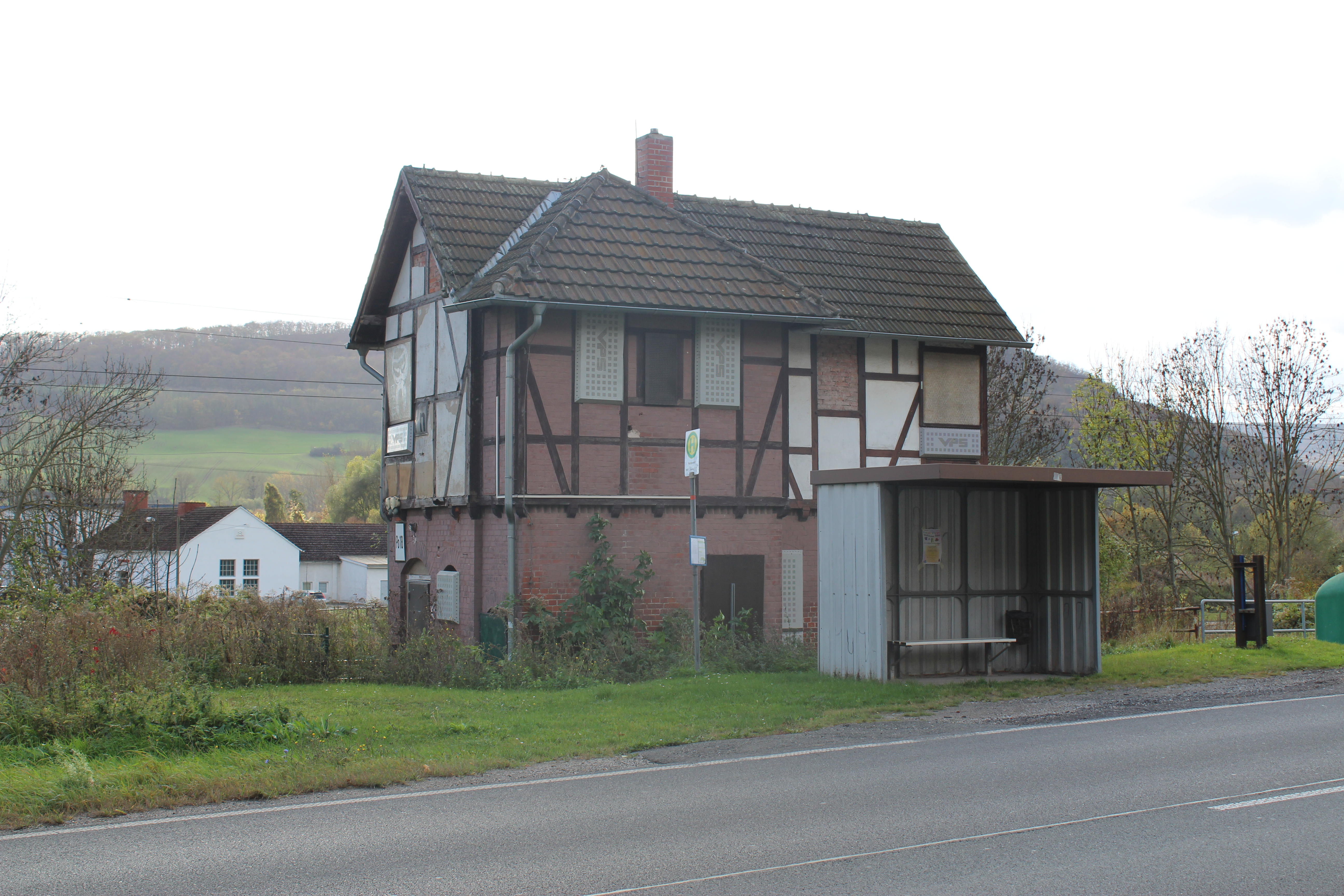
Ehemaliges Stellwerk Ps

Am 14. Dezember 1874 wurde die Station als Haltestelle für den Personenverkehr eröffnet. Die Gemeinde kam zunächst ihren Zahlungsverpflichtungen nicht nach. Deshalb musste die Haltestelle vom 4. Juni 1876 bis zum 26. Februar 1877 geschlossen bleiben. 1904/05 ging die Strecke nach Eisenberg in Betrieb. Dies veränderte den Aufbau des Bahnhofs grundlegend. In diesem Zusammenhang entstand auch das Empfangsgebäude. Ein kleiner Anbau kam im Jahre 1908 hinzu. Mit dem zweigleisigen Ausbau der Saalbahn im Jahre 1904 wurden die Stellwerke Pn und Ps errichtet. Es waren auch ein Lokschuppen und eine Drehscheibe vorgesehen, wurden aber nicht erbaut. Die meisten Züge damals verkehrten bis Jena, sodass in Porstendorf diese Anlagen nicht notwendig waren. Im Jahre 1909 erhielt die Firma Böttcher ein Anschlussgleis. Heute heißt sie Karton-Fabrik Porstendorf GmbH.

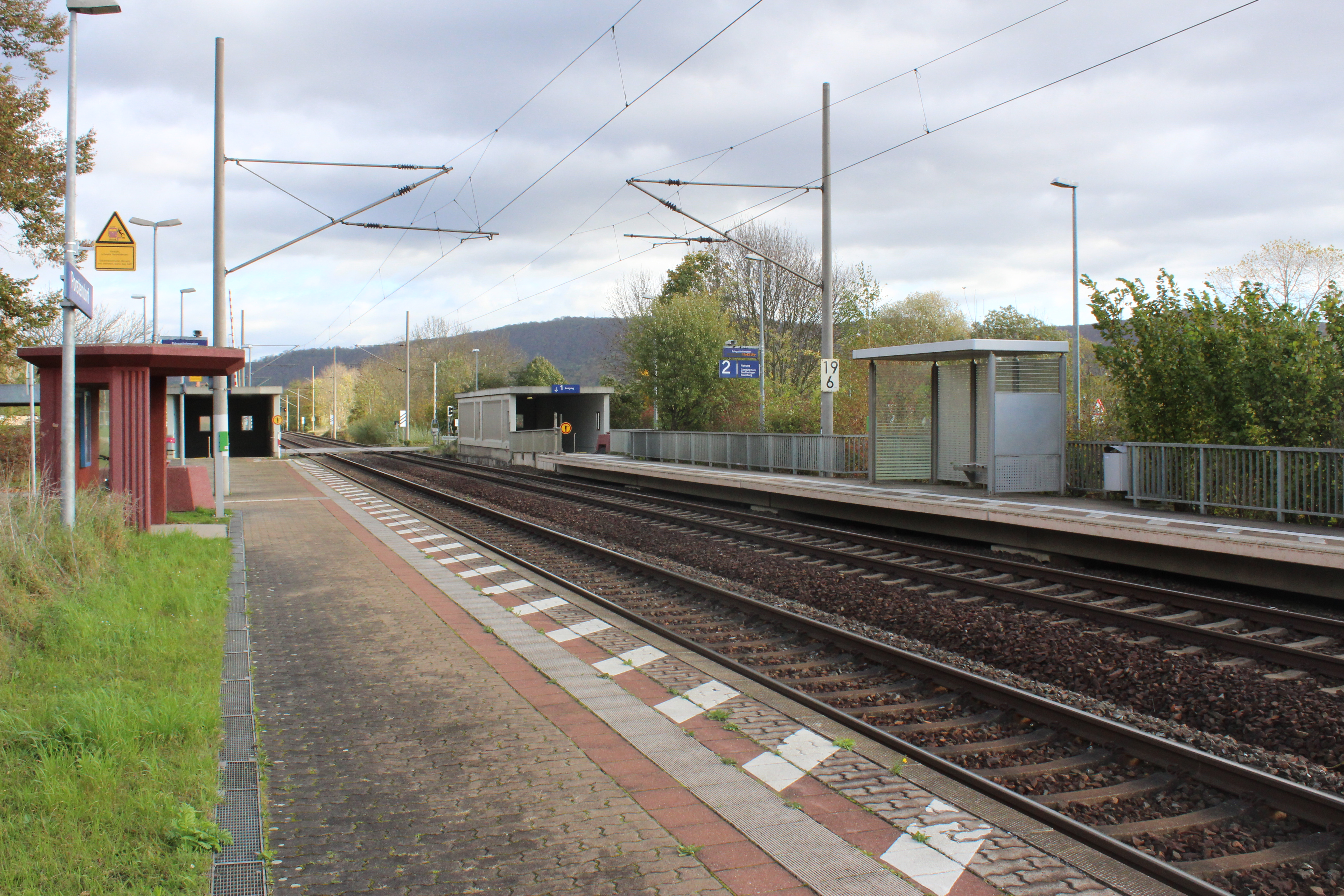
Bahnsteige (2017)

Am 1. Juli 1969 wurde der Verkehr auf der Strecke nach Bürgel eingestellt. Dadurch ging auch die Bedeutung des Bahnhofs Porstendorf zurück. Der Stückgutverkehr wurde bereits 1965 eingestellt.
Eine Maschinen-Pappenfabrik besaß ein eigenes Anschlussgleis. Dies führte aus nordwestlicher Richtung zum Bahnhof. Es bestanden von dort aus täglich Übergabefahrten zum Saalbahnhof in Jena. In den 1980er Jahren betrug das tägliche Aufkommen im Empfang sechs Waggons Kohle, Altpapier und Holzschliff und im Versand drei Wagen mit Kartonagen. Bis zum 9. Januar 1995 wurde diese Fabrik durch die DB bedient. 20.000 Tonnen Kohle und Altpapier wurde jährlich angeliefert und 18.000 Tonnen Karton wurden versendet. Dies waren 90 % der Produktion, bei der Kohle sogar 100 %. Da im Jahre 1995 die Saalbahn elektrifiziert werden sollte, konnte dieser Gleisanschluss von nun an nicht mehr bedient werden. Der Grund dafür war die Lage der neuen Fahrleitungsmasten.
Ein im Fachwerkstil erbautes Toilettenhäuschen wurde 1993 abgerissen, da es nach Angaben der DB nicht mehr genutzt wurde. Der Bürgermeister von Neuengönna verhängte ein Jahr später einen Baustopp. Die Gemeinde Porstendorf beabsichtigte zunächst, dass Häuschen und auch das Empfangsgebäude zu kaufen, um darin ein Eisenbahnmuseum zu errichten. Dies wurde allerdings nie verwirklicht.
1995 kam es im Bahnhof zu Umbaumaßnahmen. Der Bahnsteig 1 wurde erneuert. Es hat nun eine Länge von 110 Metern. Zudem entstand eine Fußgängerunterführung zu Bahnsteig 2. Abstell- und Anschlussgleise wurden abgetrennt. Seit Anfang der 1990er Jahre wird das Empfangsgebäude nicht mehr zu Verkehrszwecken genutzt. Damit wurde Porstendorf wieder zum Haltepunkt zurückgestuft und auch als Blockstelle aufgelöst. Das Stellwerk Pn wurde zu Posten 18, Ps zu Posten 19. Sie dienten nur noch der Bedienung der Schranken. Aufgrund der Gleiserneuerung zwischen Porstendorf und Zwätzen wurde Pn nochmals zum Befehlsstellwerk. Es kam zum Einbau einer Bauweiche und es herrschte auf dem Abschnitt eingleisiger Betrieb. Diese Überleitstelle wurde im November 2003 nach Ende der Bauarbeiten wieder als Blockstelle eingerichtet und bis zum Bau des elektronischen Stellwerks weitergeführt.
Im Jahre 2005 erwarb Björn Gesell das Empfangsgebäude und sanierte es in den folgenden Jahren unter Beachtung von denkmalschutzrechtlichen und ökologischen Aspekten. Im Gebäude sind nun Wohnungen untergebracht sowie eine Ausstellung für alternative Energien.

## Verkehrsanbindung
Im Fahrplanjahr 2024 wird der Bahnhof Porstendorf von folgenden Linien bedient:
| Linie | Linienverlauf | Takt (min) | EVU     |
| ----- | --- | ---------- | ------- |
| RB 25 | Halle/Saale – Merseburg – Weißenfels – Naumburg – Porstendorf – Jena Saalbf – Orlamünde – Rudolstadt – Saalfeld/Saale | 060        | Abellio |